# Hell Fest (film)
Hell Fest: Park hrůzy (v angličtině: Hell Fest) je americký slasher hororový film, který měl premiéru 27. září 2018 v Česku a o den později v USA. Režisérem se stal Gregory Plotkin, který má již zkušenosti s filmovými horory ze série Paranormal Activity.

## Děj
Mladá dívka Natalie (Amy Forsyth) přijede domů do Orange County (Kalifornie) na prázdniny na Haloweena. Její kamarádka Brooke (Reign Edwards) ji přemlouvá, aby šli spolu s partou přátel do zábavního parku Hell Fest s halloweenskou tematikou. Natalie se zpočátku nechce, ale nakonec po nátlaku svolí. Natalie má i přes to obavy. Společně jdou na první atrakce a potkávají muže v masce, který zavraždí kříčící dívku. Všichni si myslí, že je to jen duchařský trik a že je to simulace. Opak byl však pravdou.
Natalie muž pořád pronásleduje po celém parku. Její kluk Gavin, se kterým se měla později sejít, se jí neozývá a to připadá Natalie divné. Postupně se bezdůvodně ztratí další 3 kamarádi a Natalie s Brooke si uvědomují, že tu není všechno v pořádku. Proto před vrahem utíkají a schovávají se. Nakonec se jim ho podaří zneškodnit, ale když na místo přivolají policii, muž zmizel.

## Obsazení
| Amy Forsyth      | Natalie      |
| Reign Edwards    | Brooke       |
| Bex Taylor-Klaus | Taylor       |
| Christian Jame   | Quinn        |
| Matt Mercurio    | Asher        |
| Roby Attal       | Gavin        |
| Tony Todd        | Muž s maskou |